# Lagrivea
Lagrivea — викопний рід вивірки середнього міоцену у Франції. Єдиний вид, L. vireti, відомий за трьома нижніми щелепами (мандибулами) та двома ізольованими зубами. Усі вони походять із заповнення тріщини (копалинного відкладення, що утворилося, коли тріщина в гірській породі заповнювалася осадом) Ла-Грів L5, частини комплексу Ла-Грів-Сен-Альбан у Сент-Альбан-де-Рош, на південному сході Франції. Лагрівея була великою деревною вивіркою з плоскими нижніми різцями та великим трикутним четвертим нижнім премоляром (p4). Кожен з чотирьох виличних зубів (p4 та три моляри, від m1 до m3) має глибоку западину посередині коронки. m3 має приблизно прямокутну форму, але закруглену ззаду. Хоча m1 та m2 мають два корені, m3 має три.